# IceMen d'Evansville
Les IceMen d'Evansville sont une franchise de hockey sur glace qui évoluait en Ligue centrale de hockey puis en ECHL et qui était basée à Evansville dans l'État de l'Indiana aux États-Unis.

## Historique
L'équipe est créé en 2010 après le déménagement à Evansville des Lumberjacks de Muskegon de la Ligue internationale de hockey et rejoint la Ligue centrale de hockey à la suite d'une fusion des deux ligues. Le 17 mai 2012, les IceMen sont acceptés dans l'ECHL début de la saison 2012-2013. En 2017, l'équipe déménage à Jacksonville pour devenir les IceMen de Jacksonville.
Au cours de leur existence en ECHL, les IceMen servent de club-école pour des équipes de la Ligue américaine de hockey et de la Ligue nationale de hockey. En 2012-2013, ils sont affiliés aux Rivermen de Peoria et aux Falcons de Springfield de la LAH, ainsi qu'aux Blue Jackets de Columbus et aux Blues de Saint-Louis de la LNH ; en 2015-2016, ils sont affiliés aux Senators de Binghamton pour la LAH, et aux Sénateurs d'Ottawa pour la LNH.

## Statistiques

### Dans la LCH
| No | Saison    | PJ | V  | D  | DP | DTB | BP  | BC  | Pts | Classement                  | Séries éliminatoires | Entraîneur    |
| -- | --------- | -- | -- | -- | -- | --- | --- | --- | --- | --------------------------- | -------------------- | ------------- |
| 1  | 2010-2011 | 66 | 21 | 32 | 8  | 5   | 181 | 242 | 55  | 9e place, conférence Turner | Non-qualifiés        | Richard Kromm |
| 2  | 2011-2012 | 66 | 40 | 22 | 1  | 3   | 215 | 192 | 84  | 3e place, conférence Turner | Défaite au 1re tour  | Richard Kromm |

### En ECHL
| No | Saison    | PJ | V  | D  | DP | DTB | BP  | BC  | Pts | Classement                | Séries éliminatoires | Entraîneur             |
| -- | --------- | -- | -- | -- | -- | --- | --- | --- | --- | ------------------------- | -------------------- | ---------------------- |
| 3  | 2012-2013 | 72 | 25 | 40 | 3  | 4   | 207 | 272 | 57  | 5e place, division Nord   | Non qualifiés        | Richard Kromm          |
| 4  | 2013-2014 | 72 | 31 | 30 | 4  | 7   | 226 | 237 | 73  | 4e place, division Nord   | Non qualifiés        | Jeff Pyle              |
| 5  | 2014-2015 | 72 | 15 | 48 | 6  | 3   | 169 | 271 | 39  | 7e place, division Nord   | Non qualifiés        | Dwight Mullins Al Sims |
| 6  | 2015-2016 | 72 | 29 | 33 | 7  | 3   | 207 | 242 | 68  | 5e place, division Miwest | Non qualifiés        | Al Sims                |

## Logos

Logo en 2010-2011.
Logo à partir de 2011.